# Cortenoeversebrug
De Cortenoeversebrug bij Zutphen overspant de rivier de IJssel met een totale lengte van 810 meter. Het is één van de twee bruggen over de IJssel bij Zutphen, naast de Oude IJsselbrug.
De brug ligt in de N348 en ligt in de doorgaande verbinding tussen Arnhem en Deventer. De brug telt 1x2 rijstroken en een fiets-/voetpad. Omdat de capaciteit van de Oude IJsselbrug niet voldoet en verkeer hoger dan 3,10 meter niet over die brug mag moet al dit verkeer omrijden via de Cortenoeversebrug. 

## Afbeeldingen

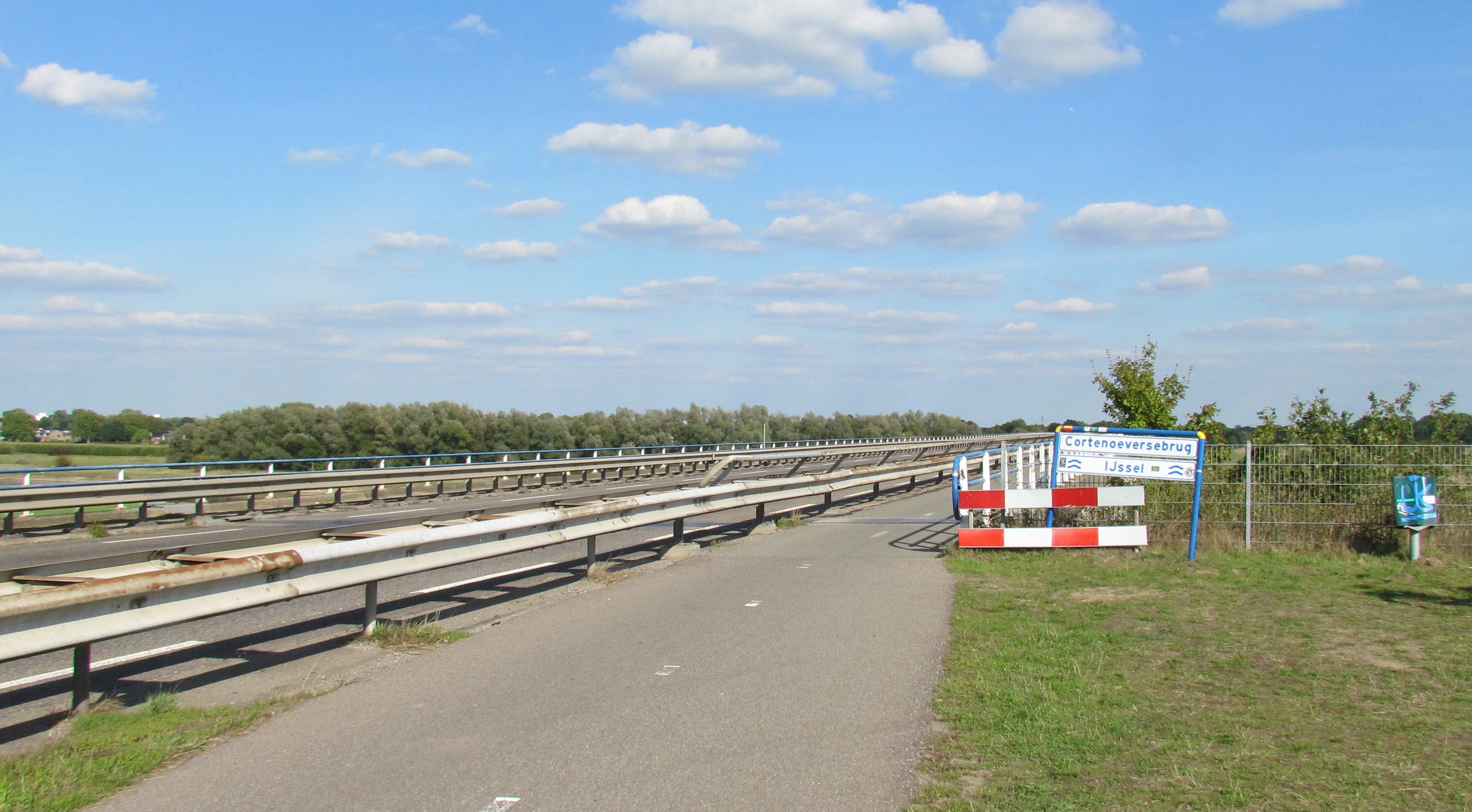
Cortenoeversebrug vanuit richting Brummen
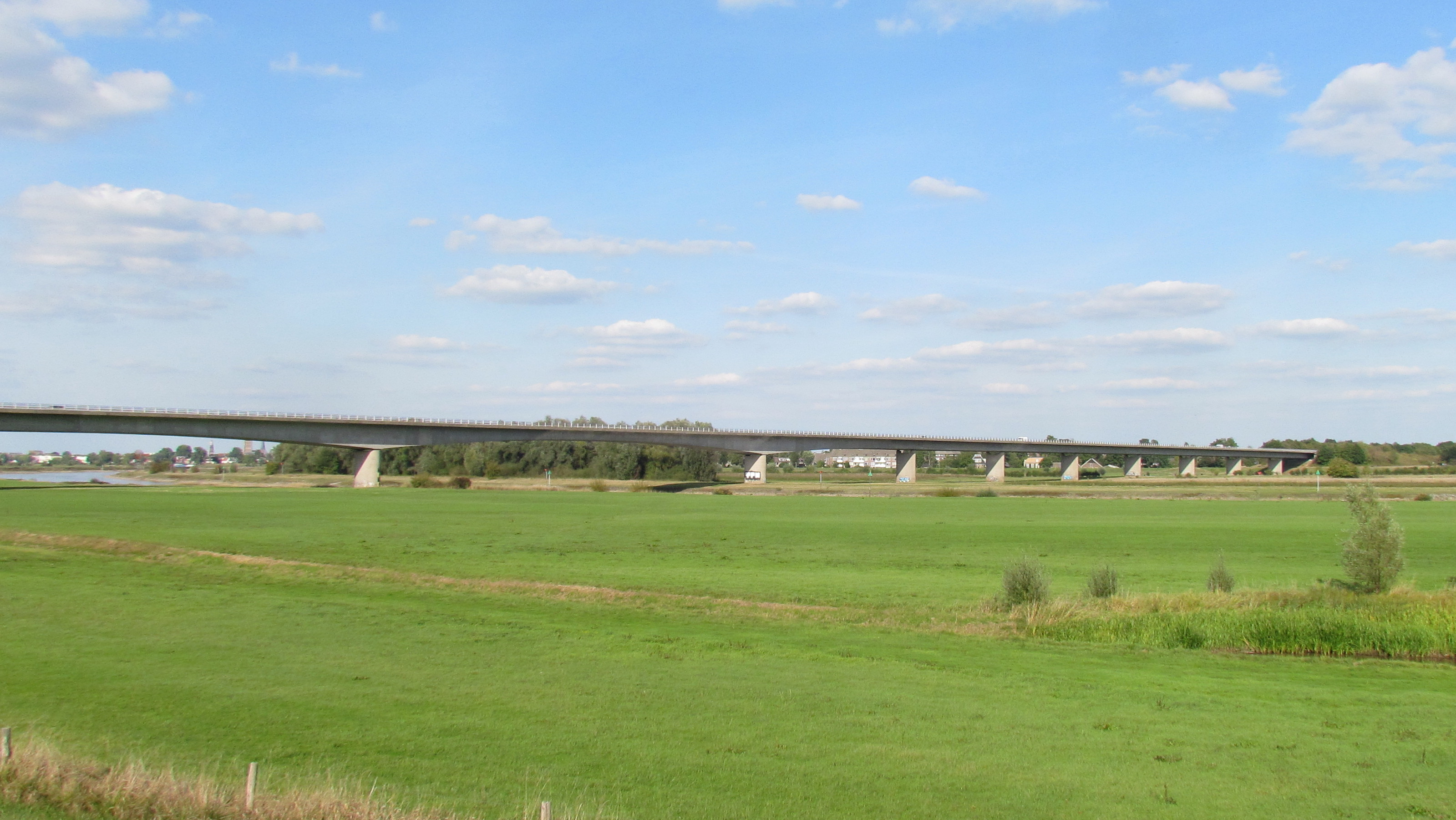
Cortenoversebrug vanuit het zuidwesten